# Книга пророка Овдія

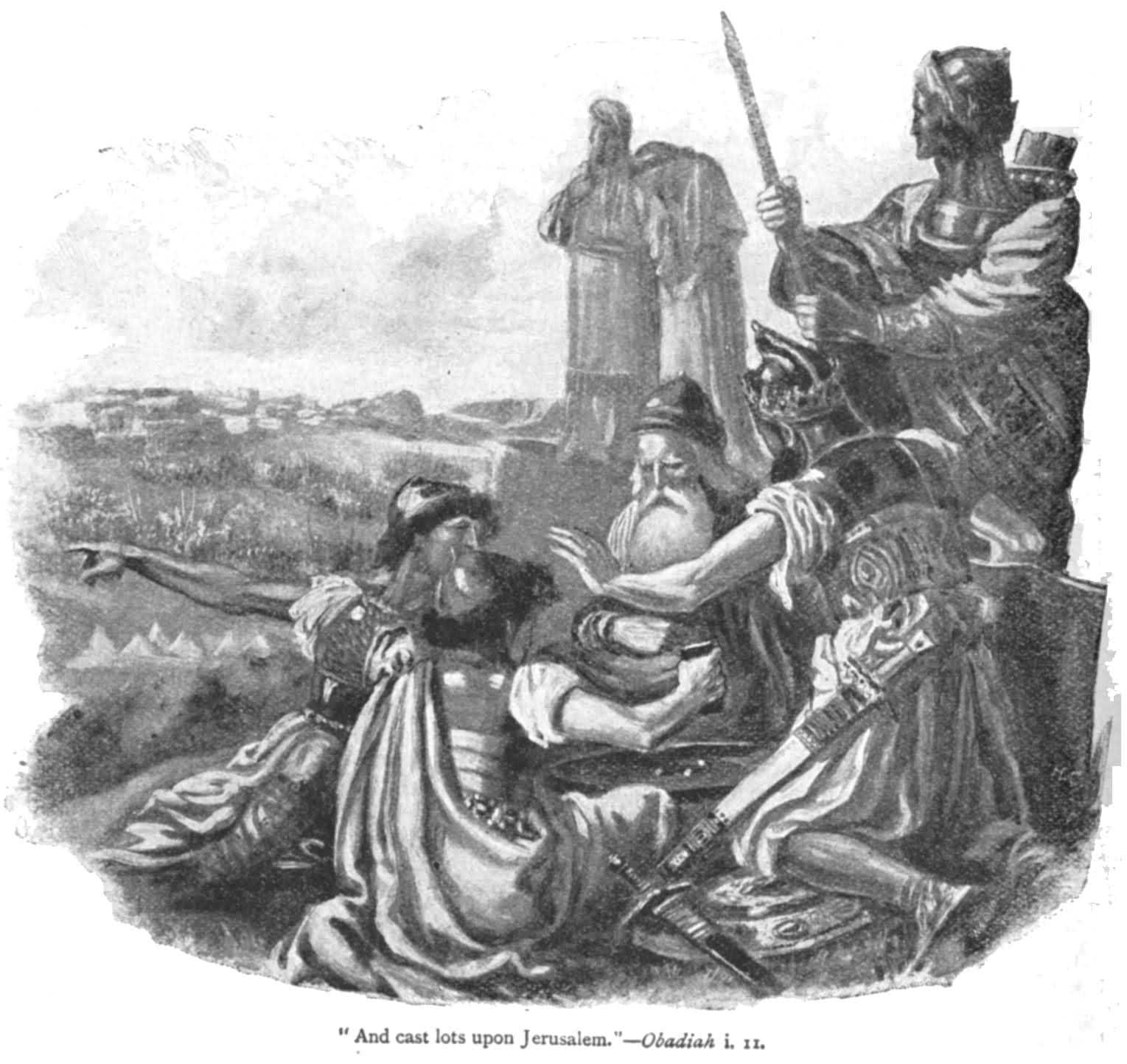
Пророкування Овдія.

Кни́га проро́ка О́вдія (лат. Prophetia Abdiae) — найкоротша книга Старого Завіту Біблії. Автор — пророк Овдій. Містить пророцтво про Божий суд над Едомом, який був засуджений до загибелі, і присудження його синам Ізраелю. Складається з однієї глави і 21 строфи. Також — Книга пророка Абдія.

## Автор та час написання
У вступному слові сказано: «Видіння Авдія». Ім'я пророка Овдій (עֹבַדְיָה) означає «слуга Господа». У книзі не повідомляється ніяких подробиць життя пророка і нічого не говориться про те, де і коли він народився і до якого коліна належав. З книги можна зробити висновок, що святий пророк Овдій походив з Юдеї і жив у VIII ст. до народження Христа. Він був одним із 12 «малих» пророків і пророкував у той же час, що і святі Осія, Йоіл, Амос та Міхей.

Існують різні підходи до встановлення часу написання книги і відповідно, про який час розграбування Єрусалиму йде мова:
- Під час вторгнення в Юдею філистимлян та арабів, яке відбулося за царя Йорама (848 — 841 р. до н. е.). (2 Цар. 8:20-22; 2 Хр. 21:8-17).

- Напад ізраїльського царя Йоаса на царя Юдеї Амасії (803 — 775 р. до н. е.)
- За царя Ахаза (741 — 726 р. до н. е.)
- Під час захоплення Юдеї (587 р. до н. е.) вавилонським царем Навуходоносором.

## Зміст
На відміну від інших пророчих книг в пророкуваннях Овдія міститься не попередження: «Покайтеся або будете знищені», а вирок уже винесений Богом.
- Суд над Едомом (вірші 1-10).
- Причина покарання : Едом воював з Ізраїлем на стороні його ворогів, попри те, що обидва народи об'єднує спільна кров — вони нащадки патріарха Ісаака (Їцхака) (Овд. 1:10-14).
- Відродження Ізраїлю і покарання Едома (15-21).